# Apeadero Ricardo Lavalle
Ricardo Lavalle es un apeadero ferroviario ubicado en la localidad de Ricardo Lavalle, en el Departamento Realicó, Provincia de La Pampa, Argentina.

## Ubicación
La estación se encuentra ubicada a 80 km de la ciudad de General Pico.

## Servicios
No presta servicios de pasajeros. Sus vías están concesionadas a la empresa de cargas Ferroexpreso Pampeano

## Historia
En el año 1909 fue inaugurada la estación, por parte del Ferrocarril Buenos Aires al Pacífico.